# Lazuri, Satu Mare
Lazuri (în maghiară: Lázári) este satul de reședință al comunei cu același nume din județul Satu Mare, Transilvania, România.